# Paul Vasselin
Paul Vasselin (Lesdins, 25 mai 1813 - Fécamp, 19 avril 1869) est un écrivain, journaliste, dessinateur et homme politique français. 

## Biographie
Ultra républicain, il rejoint Fécamp où vit une partie de sa famille en 1841. Fécamp est alors dirigée par Jean-Louis Leclerc (1786-1873), un orléaniste, également député.
Son engagement, ses prises de position anti-aristocratiques, lui vaudront maints procès, et l'occasion pour Le journal de Fécamp, conservateur, de l'affaiblir. Paul Vasselin avait rapidement pris la direction du Mémorial de Fécamp, qu'il rebaptisera le Progressif cauchois.
Il en fera une véritable tribune pour le idées démocrates, les idées "rouges". Son caractère entier l'amènera même à un nouveau procès après des coups portés à l'encontre de Martin Duval, après que celui-ci l'eut qualifié de "chiot teigneux et couard". Martin Duval est le père de Jean Lorrain, 
Le journal ne pouvait durer que le temps de la république, en 1851, juste après un coup d'État, le "Prince-Président" le fait suspendre. Paul Vasselin n'a plus le droit d'écrire d'article politique.
Grâce à sa personnalité, il parvient à se faire nommer Directeur de la nouvelle usine à gaz. Puis il se tournera vers la maçonnerie par l'intermédiaire de son ami de Théagène Boufart, il sera orateur, Grand-Maitre, bref pourra continuer ses pamphlets. L'inhumation de Vasselin en avril 1869 est un événement qui rassemble plus de 1000 personnes, montrant combien l'homme a marqué sa ville, sa Loge. Sa mort précède de peu la fin du régime impérial.
Vasselin a été le professeur de dessin du graveur Victor Hamel.